# Кагемуся: Тень воина
«Кагемуся́: Тень во́ина» (яп. 影武者 Кагэмуся, «Воин-тень») — эпическая историческая драма режиссера Акиры Куросавы, выпущенная в 1980 году и повествующая о двойнике одного из правителей Японии периода Сэнгоку, который вынужден был занять его трон. Сюжет основан на реальных исторических событиях, таких как битва при Нагасино (1575).
В роли исполнительных продюсеров картины в международной прокатной версии упоминаются кинорежиссёры Фрэнсис Форд Коппола и Джордж Лукас, давние почитатели творчества Куросавы, которые помогли привлечь для фильма финансирование компании «20 век Фокс». Фильм получил множество кинонаград, в том числе «Золотую пальмовую ветвь» Каннского кинофестиваля и номинацию на премию «Оскар» как «Лучший фильм на иностранном языке».

## Сюжет
Япония, XVI век, период Сэнгоку. Мелкий вор осуждён на казнь путём распятия, но внезапно ему даруют жизнь. Дело в том, что он как две капли воды похож на местного правителя, князя Такэда Сингэна, властного и сильного человека, один вид которого воодушевлял солдат. Брат князя предлагает при возникновении необходимости использовать вора в качестве двойника правителя.
Во время осады замка Ода Нобунага, снайпер смертельно ранит Такэда́ точным выстрелом из аркебузы. Чтобы скрыть гибель Такэда от многочисленных врагов и удержать трон, используют двойника («Кагемуся»). Тело убитого Такэда тайно вывозят из замка и хоронят в озере Сува в огромной вазе. Вернувшись в замок князя, Кагэмуся под руководством ближайшего окружения успешно обманывает подданных, подражая жестам князя и узнавая о нём всё больше. Сомневающимся сообщают, что из-за тяжёлой болезни у князя немного изменился голос. Подмену не замечают даже любовницы князя и его внук, к которому Кагемуся сильно привязывается. Сын князя Кацуёри́ возмущён указом своего отца, который объявляет наследником трона малолетнего внука, а самого Кацуёри назначает лишь опекуном. 
Разведчики других княжеств приходят к выводу, что князь не умер, однако враги Такэда не верят этому: они решают напасть на княжество, чтобы посмотреть, какова будет реакция, и тем самым понять, настоящий ли князь у власти или его двойник. Во время военного совета Кацуёри предлагает наступать на замок Нобунага и прямо спрашивает совета у двойника, чтобы спровоцировать его. После долгой паузы тот отвечает: «Гора не двинется с места», что соответствует убеждениям князя о том, что главное — защищать свои земли. Знающие правду о двойнике военачальники восхищены его решением. Однако Кацуёри всё же начинает наступление в одиночку вопреки советам других генералов. Кагэмуся вынужден повести подкрепление сыну покойного князя. 
Проходит три года, за время которых Кагэмуся вживается в свою роль. Однажды он падает с коня, которого мог обуздать только настоящий князь Такэда. Наложницы видят, что у пострадавшего отсутствует шрам на теле, который Такэда получил когда-то в сражении, и понимают, что это двойник. Приближённые решают, что настало время отстранить двойника и поставить во главу Кацуёри. Двойника с позором прогоняют, не дав попрощаться с внуком. Во дворце имитируют похороны князя.
Теперь, полностью контролируя армию своего отца, Кацуёри снова возглавляет контрнаступление против Нобунага́, что приводит к битве при Нагасино́. Изгнанный Кагэмуся становится свидетелем происходящего, наблюдая за сражением из зарослей. Несмотря на отвагу, атакующая кавалерия и пехота Такэда гибнет: Ода́ эффективно уничтожает всю армию Такэда благодаря преимуществу в огнестрельном оружии. Кагэмуся в знак преданности берёт в руки копьё и делает безнадёжную попытку атаковать армию Нобунага в одиночку, но его также расстреливают. Раненый Кагэмуся пытается вернуть знамя, которое упало в реку, но падает замертво, и его труп уносит течением.

## В ролях
| Актёр            | Роль                      |
| ---------------- | ------------------------- |
| Тацуя Накадай    | Такэда Сингэн / Воин-тень |
| Цутому Ямадзаки  | Такэда Нобукадо           |
| Кэнъити Хагивара | Такэда Кацуёри            |
| Дзинпати Нэдзу   | Цутия Сохатиро            |
| Хидэдзи Отаки    | Ямагата Масакагэ          |
| Дайскэ Рю        | Ода Нобунага              |
| Масаюки Юи       | Токугава Иэясу            |
| Каори Момой      | Оцуяноката                |
| Мицуко Байсё     | Оюноката                  |
| Хидэо Мурота     | Баба Нобуфуса             |
| Такаюки Сихо     | Найто Масатоё             |
| Такаси Симура    | Тагути Гёбу               |

## Награды и номинации
| Премия                              | Категория                            | Лауреаты и номинанты               | Итог      |
| ----------------------------------- | ------------------------------------ | ---------------------------------- | --------- |
| Каннский кинофестиваль              | Золотая пальмовая ветвь              | «Тень воина»                       | Победа    |
| «Оскар»                             | Лучший фильм на иностранном языке    | «Тень воина»                       | Номинация |
| «Оскар»                             | Лучшая работа художника-постановщика | Ёсиро Мураки                       | Номинация |
| BAFTA                               | Лучший фильм                         | «Тень воина»                       | Номинация |
| BAFTA                               | Лучшая режиссура                     | Акира Куросава                     | Победа    |
| BAFTA                               | Лучшая операторская работа           | Такао Сайто, Масахару Уэда         | Номинация |
| BAFTA                               | Лучший дизайн костюмов               | Сэйитиро Момосава                  | Победа    |
| «Золотой глобус»                    | Лучший иностранный фильм             | «Тень воина»                       | Номинация |
| Национальный совет кинокритиков США | Лучший фильм на иностранном языке    | «Тень воина»                       | Номинация |
| «Голубая лента»                     | Лучший фильм                         | «Тень воина»                       | Победа    |
| «Голубая лента»                     | Лучший актёр                         | Тацуя Накадай                      | Победа    |
| «Сезар»                             | Лучший иностранный фильм             | «Тень воина»                       | Победа    |
| «Давид ди Донателло»                | Лучший иностранный режиссёр          | Акира Куросава                     | Победа    |
| «Давид ди Донателло»                | Лучший иностранный продюсер          | Фрэнсис Форд Коппола, Джордж Лукас | Победа    |